# Dilophus multispinosus
Dilophus multispinosus är en tvåvingeart som först beskrevs av Hardy 1951.  Dilophus multispinosus ingår i släktet Dilophus och familjen hårmyggor. Inga underarter finns listade i Catalogue of Life.